# Алексей Суворин
Алексѐй Сергѐевич Суво̀рин (на руски: Алексей Сергеевич Суворин) е руски журналист и издател.
Роден е на 23 септември (11 септември стар стил) 1834 година в Коршево, Воронежка губерния, в семейството на селянин, получил дворянско звание за службата си в армията. През 1851 година завършва специалните класове на Дворянския полк, но скоро се уволнява от армията и работи като учител във Воронеж. В началото на 60-те години започва да публикува в столичния печат, установява се в Санкт Петербург и бързо получава широка известност със седмичните си фейлетони в „Санктпетербургски ведомости“. През 1875 година става съсобственик на популярния всекидневник „Новое время“, който ръководи до края на живота си. Той оправдава започнатото от Османската империя масово унищожение на арменците като борба с "разбойници" и "революционери" и призовава Русия да прилага същата политика към арменците, независимо че борбата на партия Дашнакцутюн е била само против политиката на насилствена русификация и преди свалянето на руската монархия през 1917 не се е борила за отделяне на Армения от нея, и не съветва за такива мерки спрямо по-революционните поляци. Така той става първия "християнски" журналист, оправдавал унищожението на един от първите приели християнството за държавна религия народи, извършвано от Мюсюлманска страна, срещу която Русия преди това е воювала 12 пъти, обявявайки за цели на войните именно освобождението на християните от мюсюлманска власт.
Алексей Суворин умира на 24 август (11 август стар стил) 1912 година във вилата си в Царское село.